# 34268 Gracetian
34268 Gracetian este o planetă minoră (asteroid), cu un diametru de 8,837 km, din centura de asteroizi. A fost descoperită pe 25 august 2000 la Experimental Test Site⁠(d) de Lincoln Near-Earth Asteroid Research. 
Obiectul prezintă o orbită caracterizată de o semiaxă mare de 2,8009497 UAi, o excentricitate de 0,08, o înclinație de 5,92651 ° în raport cu ecliptica.